# Theodore R. Schellenberg
Theodore Roosevelt Schellenberg (* 24. Februar 1903 in Garden Township, Kansas; † 14. Januar 1970 in Arlington) war ein US-amerikanischer Archivwissenschaftler.

## Leben
Schellenberg stammte aus Kansas, studierte dort Geschichte und trat Mitte der 1930er Jahre eine Stelle am neu eröffneten Nationalarchiv in Washington, D.C. an, wo er unter anderem Leiter der Abteilung für Landwirtschaftsbehörden war. Nach dem Zweiten Weltkrieg leitete er die Verwaltung des Nationalarchivs und beschäftigte sich mit Fragen der Archivverwaltung und der archivischen Aus- und Fortbildung. 1954 unterstützte er den Aufbau des Archivwesens in Australien. Er veröffentlichte mehrere Werke zu Fragen des Archivmanagements und der archivischen Bewertung.

## Werke
- Modern Archives: Principles and Techniques, Melbourne, Chicago 1956
- The Management of Archives, 1959
- Die Bewertung modernen Verwaltungsschriftguts, übersetzt und hrsg. von Angelika Menne-Haritz, Marburg 1990

| Personendaten    | Personendaten                                                              |
| ---------------- | -------------------------------------------------------------------------- |
| NAME             | Schellenberg, Theodore R.                                                  |
| ALTERNATIVNAMEN  | Schellenberg, Theodore Roosevelt (vollständiger Name); Schellenberg, T. R. |
| KURZBESCHREIBUNG | US-amerikanischer Archivwissenschaftler                                    |
| GEBURTSDATUM     | 24. Februar 1903                                                           |
| GEBURTSORT       | Garden Township, Kansas                                                    |
| STERBEDATUM      | 14. Januar 1970                                                            |
| STERBEORT        | Arlington                                                                  |